# Janet Seidel

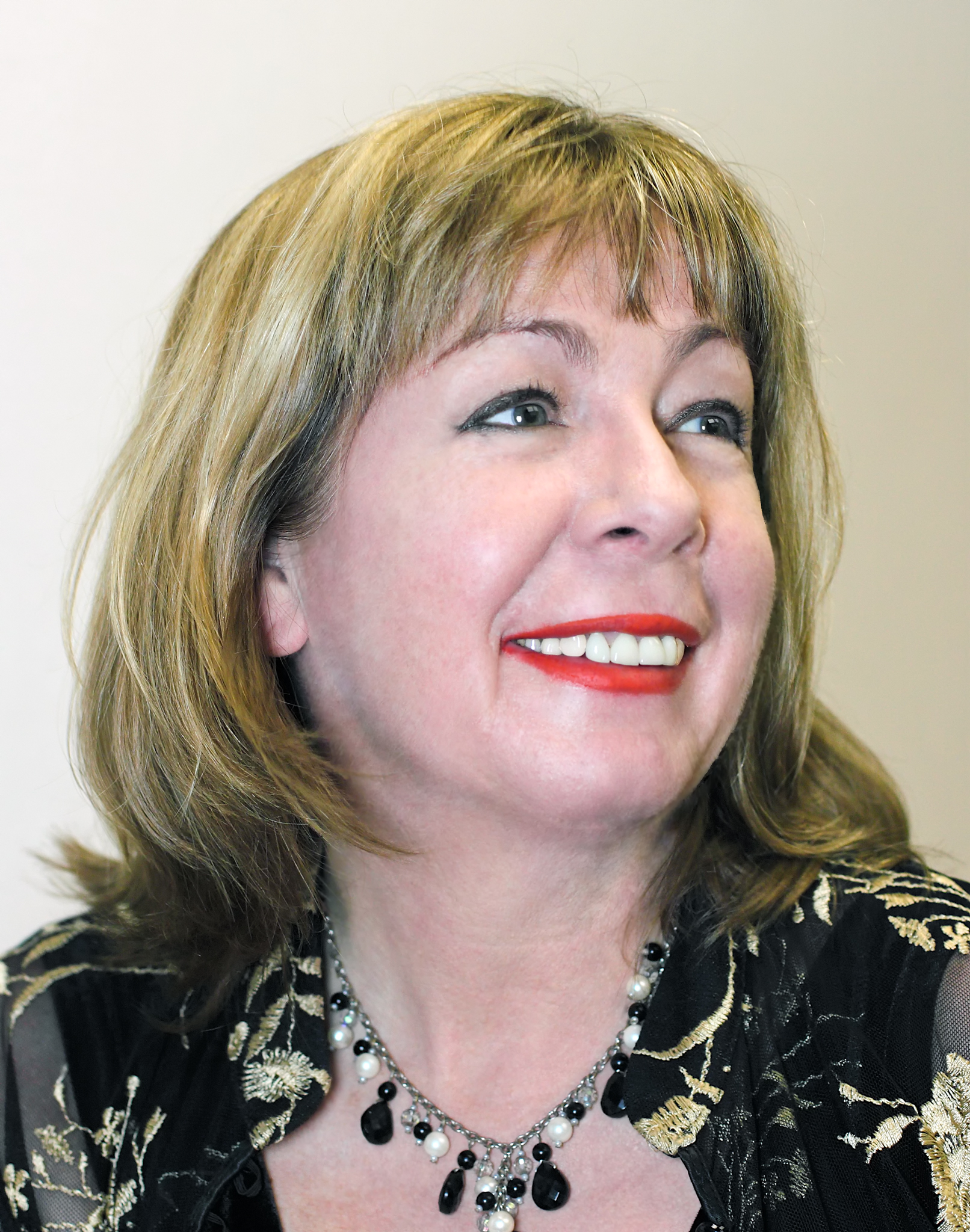
Janet Seidel in 2010

Janet Seidel (Cummins, 28 mei 1955 – 8 augustus 2017) was een Australische jazzzangeres en pianiste. De Penguide Guide to Jazz noemde haar de first lady of jazz van dat land.
Seidel werkte sinds de jaren tachtig in de top-jazzclubs en hotels van Australië, waarbij ze vaak begeleid werd door haar broer, de bassist David Seidel. Ook trad ze op tijdens jazzfestivals in Amerika. Sinds de jaren negentig heeft ze met grote regelmaat een album opgenomen voor het label La Brava. De plaat "Moon of Manakoora" kreeg in 2006 een 'Bell-Award' in de categorie 'Best Australian Jazz Vocal Album'. Met haar trio en kwintet zong ze jazzsongs en songs van het Great American Songbook.

## Discografie (selectie)
- 1997 · The Art of Lounge
- 2000 · Comme Ci, Comme Ça ('albumpick' Allmusic)
- 2001 · Love Letters
- 2001 · The Art of Lounge, vol. 2
- 2001 · Doris & Me
- 2002 · Don't Smoke in Bed
- 2004 · Dear Blossom
- 2005 · Moon of Manakoora